# Lövsundet
Lövsundet är en sjö i Umeå kommun i Västerbotten och ingår i Tavelån-Umeälvens kustområde. Den avrinner till Lövösundet.
Ännu på 1700-talet ska Västerlångslädan, Lövösundet, Lövsundet och Kasaviken ha varit en enda fjärd sammanhängande med Tavlefjärden.